# Aneilema arenicola
Aneilema arenicola är en himmelsblomsväxtart som beskrevs av Robert Bruce Faden. Aneilema arenicola ingår i släktet Aneilema och familjen himmelsblomsväxter. Inga underarter finns listade.